# Fausto Papetti
Fausto Papetti (Viggiù, 28 gennaio 1923 – Sanremo, 15 giugno 1999) è stato un sassofonista italiano naturalizzato svizzero.

## Biografia
La sua carriera iniziò nel 1955 quando, dopo aver fatto parte di alcune orchestre jazz, formò il complesso I Menestrelli del Jazz insieme a Pupo De Luca alla batteria, Ernesto Villa al contrabbasso, Giampiero Boneschi (in seguito sostituito da Gianfranco Intra) al pianoforte ed Ezio Leoni alla fisarmonica e all'accordion. Il gruppo effettuò molti spettacoli e venne messo sotto contratto dalla Music di Walter Guertler, per cui incise sia alcuni 78 giri sia alcuni 33 giri, anche con la denominazione tradotta in inglese The Minstrels Of Jazz. Proprio alla Music ebbe l'occasione di conoscere i Campioni, gruppo che all'epoca accompagnava su disco e in concerto Tony Dallara, con cui iniziò a suonare.
Nel 1959 lasciò il gruppo e firmò un contratto per la Durium come strumentista, prendendo parte quindi alle incisioni delle basi musicali per vari artisti della casa discografica. Un giorno tuttavia il direttore della grande orchestra di cui faceva parte non volle registrare il lato B di un 45 giri perché Estate violenta, il pezzo scelto tratto dal film omonimo, non aveva un arrangiamento soddisfacente.
Il produttore, ansioso di concludere, decise allora di fare a meno dell'orchestra e convocò all'istante la sezione ritmica della stessa formazione, composta da soli quattro elementi: basso, batteria, chitarra e sax. Quest'ultimo strumento era suonato proprio da Papetti, che durante le prove improvvisò una personale elaborazione della melodia e, in seguito, dichiarò di esser pronto per iniziare, ma la registrazione era già stata fatta all'insaputa dei quattro ragazzi nel corso della prova stessa.
Il 45 giri di Estate violenta uscì nel 1959 con la denominazione di Fausto Papetti Sax alto e Ritmi ed ebbe un tale successo di vendita da superare quello della colonna sonora originale del film e da convincere la Durium a fargli incidere, nello stesso anno, il suo primo album, sulla cui copertina compaiono una foto dello stesso Papetti e la scritta Fausto Papetti - Sax alto e ritmi. Si trattava di una raccolta che comprendeva sedici celebri brani del periodo eseguiti in versione strumentale, scelti fra musiche da film (ad esempio il tema musicale de La dolce vita di Federico Fellini, scritto da Nino Rota, o quello di Scandalo al sole di Delmer Daves, scritto da Max Steiner) e successi del momento (Till, Too Much Tequila), non tralasciando però il suo primo amore, il jazz, con Cheek to Cheek.
A questo album fece seguito un secondo, Fausto Papetti - Sax alto e ritmi - Serie ballabili nº 2, realizzato con la stessa formula, cioè contenente le versioni strumentali di brani di musiche da film, standard e versioni strumentali di successi del momento. A partire dal terzo album i suoi dischi furono tutti intitolati "Raccolta" e contraddistinti da un numero ordinale. Tra i musicisti che lo accompagnavano si ricordano il batterista Pupo De Luca, già con Papetti nei Menestrelli del Jazz, che negli anni seguenti suonò anche con Adriano Celentano e Enzo Jannacci per poi dedicarsi al cinema come attore, ed il percussionista Tullio De Piscopo, che da 1972 al 1982 suonò in 20 raccolte del sassofonista, dalla 15ª alla 34ª.
Papetti divenne molto noto per tutti gli anni sessanta e settanta e ogni sua nuova raccolta raggiungeva regolarmente i vertici delle classifiche di vendita; nel decennio 1965 - 1975, per tutta la durata delle stagioni estive, suonò con la sua orchestra e il suo cantante Jimmy Roty presso la Casina Municipale a Selva di Fasano (BR), frazione collinare del comune di Fasano, all'epoca frequentata da grandi nomi della musica come Mina, Peppino di Capri, Ornella Vanoni, Caterina Caselli, John Foster, Lara Saint Paul e Fred Bongusto; anche all'estero riscuoteva notevole successo, soprattutto in Germania, Spagna e in tutto il mercato latinoamericano.
Le esecuzioni strumentali di Papetti si prestavano a un ascolto facile e disimpegnato e risultavano spesso ideali come sottofondo musicale in ristoranti, alberghi e negozi e durante i viaggi in automobile. Il maggior successo si ebbe con la diffusione della musicassetta, supporto sonoro facilmente trasportabile, e per tutti gli anni settanta e ottanta Papetti arrivò a pubblicare anche due raccolte all'anno; quella più venduta risulta essere la 20ª, che arrivò fino al primo posto nel 1975. Papetti divenne quindi il vero e proprio capostipite di un genere e molte case discografiche vollero tentare la stessa formula con altri valenti strumentisti, come il sassofonista Johnny Sax ed il violinista Piergiorgio Farina. Le copertine dei suoi dischi si caratterizzavano per la presenza di foto di nudi femminili, all'epoca giudicate in maniera controversa ma comunque mai incappate in provvedimenti di sequestro per oltraggio al pudore.
Parallelamente alle raccolte, Papetti pubblicava, sempre con la Durium, anche alcuni album a tema, ad esempio I remember, Old America, Evergreen, Bonjour France, Made in Italy, Ritmi dell'America Latina, Cinema anni '60, Cinema anni '70. Nel 1985, dopo ben 25 anni, abbandonò la Durium per passare alla CBS, dal 1988 poi acquisita dalla Sony Music; dal 1989 ha inciso per la Fonit Cetra.
Papetti è morto nel 1999, all'età di 76 anni: da alcuni giorni era ricoverato nell'ospedale di Sanremo, dopo essere stato colpito da un infarto nella sua casa di Ospedaletti, dove viveva da oltre trent'anni con la moglie Dina Foti (morta nel 2018), dalla quale aveva avuto i figli Cinzia e Marco Papetti. È sepolto nel cimitero di Ospedaletti.

## Manifestazioni in suo ricordo
Nel 2023, a cento anni dalla sua nascita, il Museo del Saxofono di Fiumicino (Roma) gli ha dedicato la mostra Fausto Papetti. Il mito del Sax Crooner.

## Discografia

### Album
- 1960 -   Fausto Papetti: Sax alto e ritmi (1ª Raccolta) (Durium, ms AI 77042)
- 1961 -   Fausto Papetti: Sax alto e ritmi - Serie Ballabili nº 2 (2ª Raccolta) (Durium, ms AI 77054)
- 1962 -   3ª Raccolta (Durium, ms AI 77062)
- 1963 -   4ª Raccolta (Durium, ms AI 77078)
- 1964 -   5ª Raccolta (Durium, ms AI 77087)
- 1965 -   6ª Raccolta (Durium, ms AI 77110)
- 1966 -   7ª Raccolta: i motivi dei film (Durium, ms AI 77150)
- 1967 -   8ª Raccolta (Durium, ms AI 77189)
- 1968 -   9ª Raccolta (Durium, ms AI 77210)
- 1969 - 10ª Raccolta (Durium, ms AI 77237)
- 1970 - 11ª Raccolta (Durium, ms AI 77261)
- 1971 - 12ª Raccolta (Durium, ms AI 77284)
- 1971 - 13ª Raccolta: the best of Fausto Papetti sax (Durium, ms AI 77293)
- 1972 - 14ª Raccolta (Durium, ms AI 77300)
- 1972 - 15ª Raccolta: il disco d'oro di Fausto Papetti (Durium, ms AI 77310)
- 1973 - 16ª Raccolta (Durium, ms AI 77324)
- 1973 - 17ª Raccolta (Durium, ms AI 77335)
- 1974 - 18ª Raccolta (Durium, ms AI 77342)
- 1974 - 19ª Raccolta (Durium, ms AI 77355)
- 1975 - 20ª Raccolta (Durium, ms AI 77363)
- 1975 - 21ª Raccolta (Durium, ms AI 77371)
- 1976 - 22ª Raccolta (Durium, ms AI 77380)
- 1976 - 23ª Raccolta (Durium, ms AI 77383)
- 1977 - 24ª Raccolta (Durium, ms AI 77386)
- 1977 - 25ª Raccolta (Durium, ms AI 77390)
- 1978 - 26ª Raccolta (Durium, ms AI 77397)
- 1978 - 27ª Raccolta (Durium, ms AI 77401)
- 1979 - 28ª Raccolta (Durium, ms AI 77405)
- 1979 - 29ª Raccolta (Durium, ms AI 77406)
- 1980 - 30ª Raccolta (Durium, ms AI 77414)
- 1980 - 31ª Raccolta (Durium, ms AI 77418)
- 1981 - 32ª Raccolta (Durium, ms AI 77420)
- 1981 - 33ª Raccolta (Durium, ms AI 77425)
- 1982 - 34ª Raccolta - Primo amore (Durium, ms AI 77428)
- 1982 - 35ª Raccolta (Durium, ms AI 77431)
- 1983 - 36ª Raccolta (Durium, ms AI 77433)
- 1983 - 37ª Raccolta - Non stop (Durium, ms AI 77437)
- 1984 - 38ª Raccolta (Durium, ms AI 77440)
- 1984 - 39ª Raccolta - Sax Idea (Durium, ms AI 77445)
- 1985 - 40ª Raccolta - Fausto Papetti oggi (CBS,26771)
- 1986 - 41ª Raccolta - Sanremo '86 (CBS)
- 1986 - 42ª Raccolta - Fausto Papetti oggi vol. 2 (CBS)
- 1987 - 43ª Raccolta - Sanremo '87 (CBS)
- 1988 - 44ª Raccolta - Fausto Papetti oggi vol. 3 (CBS)
- 1988 - 45ª Raccolta - Sanremo '88 (CBS)
- 1988 - 46ª Raccolta - Fausto Papetti oggi vol. 4 (CBS)
- 1989 - 47ª Raccolta - Musica nell'aria (Fonit Cetra)
- 1990 - 48ª Raccolta (Fonit Cetra)
- 1991 - 49ª Raccolta - Amore (Fonit Cetra)
- 1997 - 50ª Raccolta (Dig-It)

### EP
- 1961 - Sax alto e ritmi (Durium, ep M 3221; con i brani Mare incantato/Scandalo al sole/Till/Morgen)
- - Un Disco Per I giovani (Durium, ep M 3250; con i brani Sleep Walk/Gabbie/Lonely Room/Words)
- - Sax alto e ritmi (Durium, ep M 3256; con i brani What A Sky/Tell Laura I Love Her/Noi Due Sconosciuti/Le Verdi Foglie D'estate

### Singoli
- 1959 - Estate violenta/Mio impossibile amore (Durium, Ld A 6731)
- 1959 - Till/Mare incantato (Durium, Ld A 6793)
- 1959 - Scandalo al sole/Morgen (Durium, Ld A 6795)
- 1960 - Cheek to cheek cha cha cha/Ebb tide (Durium, Ld A 6863)
- 1960 - Nessuno al mondo/Too much tequila (Durium, Ld A 6902)
- 1960 - Words/Bonheur (Durium, Ld A 6903)
- 1960 - What a sky/Noi due sconosciuti (Durium, Ld A 6955)
- 1961 - Legata a un granello di sabbia/Tu che mi hai preso il cuor[5](Durium, Ld A 7057)
- 1961 - The blob/Vento caldo (Durium, Ld A 7073)
- 1961 - Torna a settembre/Kon tiki (Durium, Ld A 7119)
- 1961 - La novia/Fantasy in Slow (Durium, Ld A 7120)
- 1961 - Midnight twist/Twist Twist (Durium, Ld A 7128)
- 1961 - Wheels/Controluce (Durium, Ld A 7129)
- 1961 - Canto d'amore indiano/Flamingo (Durium, Ld A 7130)
- 1962 - Midnight twist/Torna a settembre (Durium, Ld A 7147)
- 1962 - Amado mio/Perfidia (Durium, Ld A 7147)
- 1962 - Tuff/Stranger on the Shore (È lei) (Durium, Ld A 7198)
- 1962 - The madison/Canadian Madison (Durium, Ld A 7212)
- 1962 - Cercami/La vela bianca (Durium, Ld A 7217)
- 1962 - Together/Temptation (Durium, Ld A 7254)
- 1962 - September in the Rain/Star Dust (Durium, Ld A 7255)
- 1963 - Ricorda/Finirà così (Durium, Ld A 7284)
- 1963 - Quando ritornerà da me/Lawrence of Arabia (Durium, Ld A 7285)
- 1963 - Broken Date/Sherry (Durium, Ld A 7302)
- 17 giugno 1963 - Sole spento/Sapore di miele (Durium, Ld A 7303)
- 1963 - 55 giorni a Pechino/Te amo te amo te amo (Durium, Ld A 7318)
- 1963 - Lisa/Pa-ba - canta Jimmy Roty - (Durium, Ld A 7330)
- 1963 - Roma nun fa' la stupida stasera/Ciumachella de Trastevere (Durium, Ld A 7338)
- 1963 - Maria Elena/Non papà (Durium, Ld A 7339)
- 1964 - L'amore va/Un'altra volta (Durium, Ld A 7365)
- 1964 - Hello, Dolly!/Riflessi nell'acqua (Durium, Ld A 7376)
- 1964 - Mare d'estate/Washington Square (Durium, Ld A 7377)
- 26 ottobre 1964 - Angelita di Anzio/In ginocchio da te (Durium, Ld A 7391)
- 1965 - Danny boy/Summertime (Durium, Ld A 7440)
- 1966 - Se è vero amore/Castelli di sabbia (Durium, Ld A 7477)
- 16 ottobre 1967 - Ode to Billie Joe/San Francisco (Durium, Ld A 7536)
- 1969 - Chloe/Manha de Carnaval (Durium, Ld A 7615)
- 4 giugno 1969 - Time is Tight/First of May (Durium, Ld A 7635)
- 1969 - No Escape/Sweet Charity (Durium, Ld A 7666)
- 1970 - Wight is Wight/Sympathy (Durium, Ld A 7682)

## Pubblicazioni
- Fausto Papetti, 9 brani per saxofono, Brugherio, Sinfonica Jazz Edizioni Musicali, 2004, ISBN 9788884000507.